# Заув'єт-Джедіді
Заув'єт-Джедіді (араб. زاوية الجديدي) — місто в Тунісі. Входить до складу вілаєту Набуль. Станом на 2004 рік тут проживало 7 370 осіб.